# De vlucht (standbeeld)
De Vlucht (Frans: L'Envol) is een bronzen standbeeld dat Jacques Brel afbeeldt, gebeeldhouwd door Tom Frantzen. Het standbeeld staat op de hoek van het driehoekige pleintje gericht op de Eikstraat en bevindt zich bij het Oud Korenhuis.

## Galerij

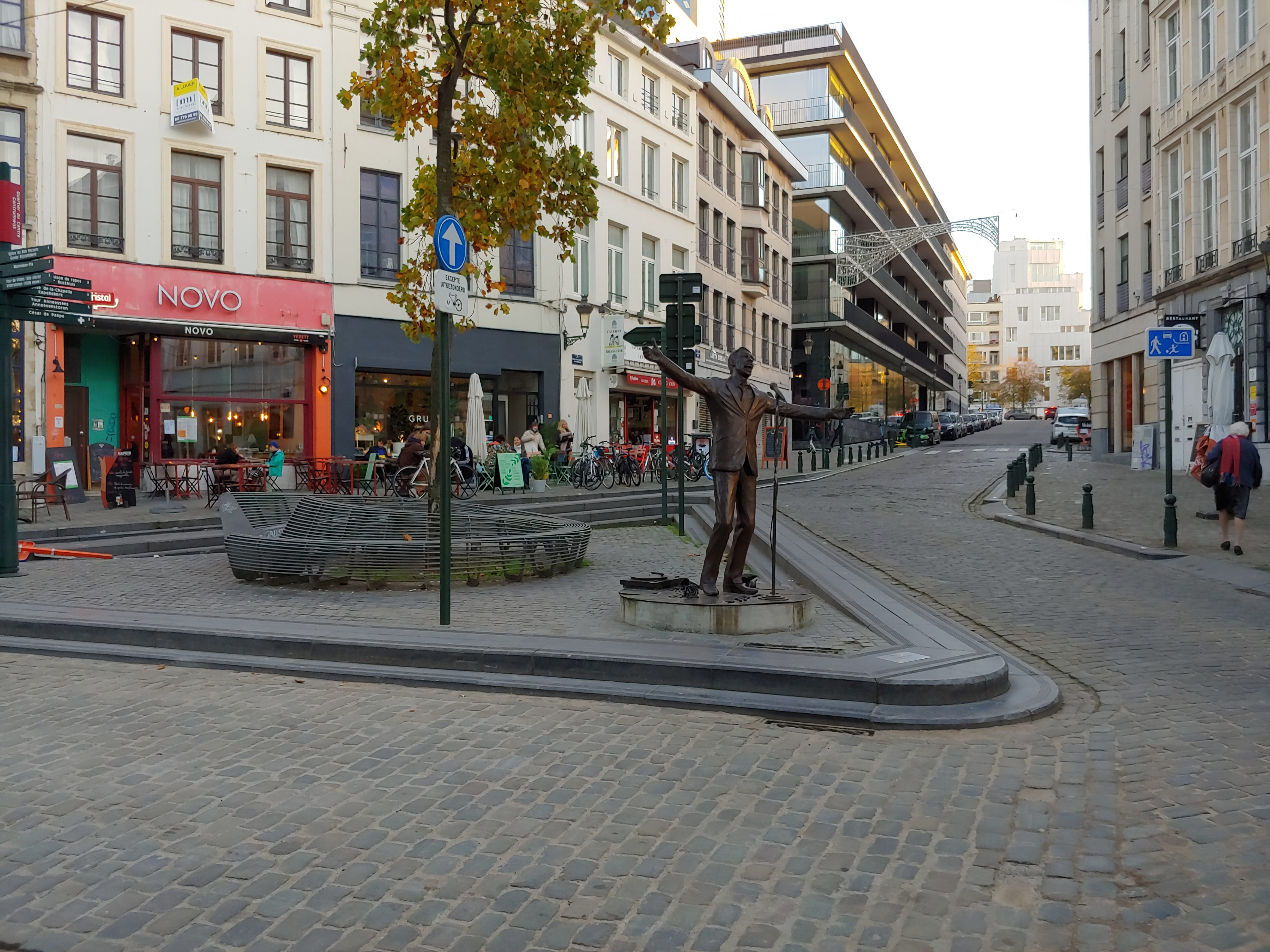
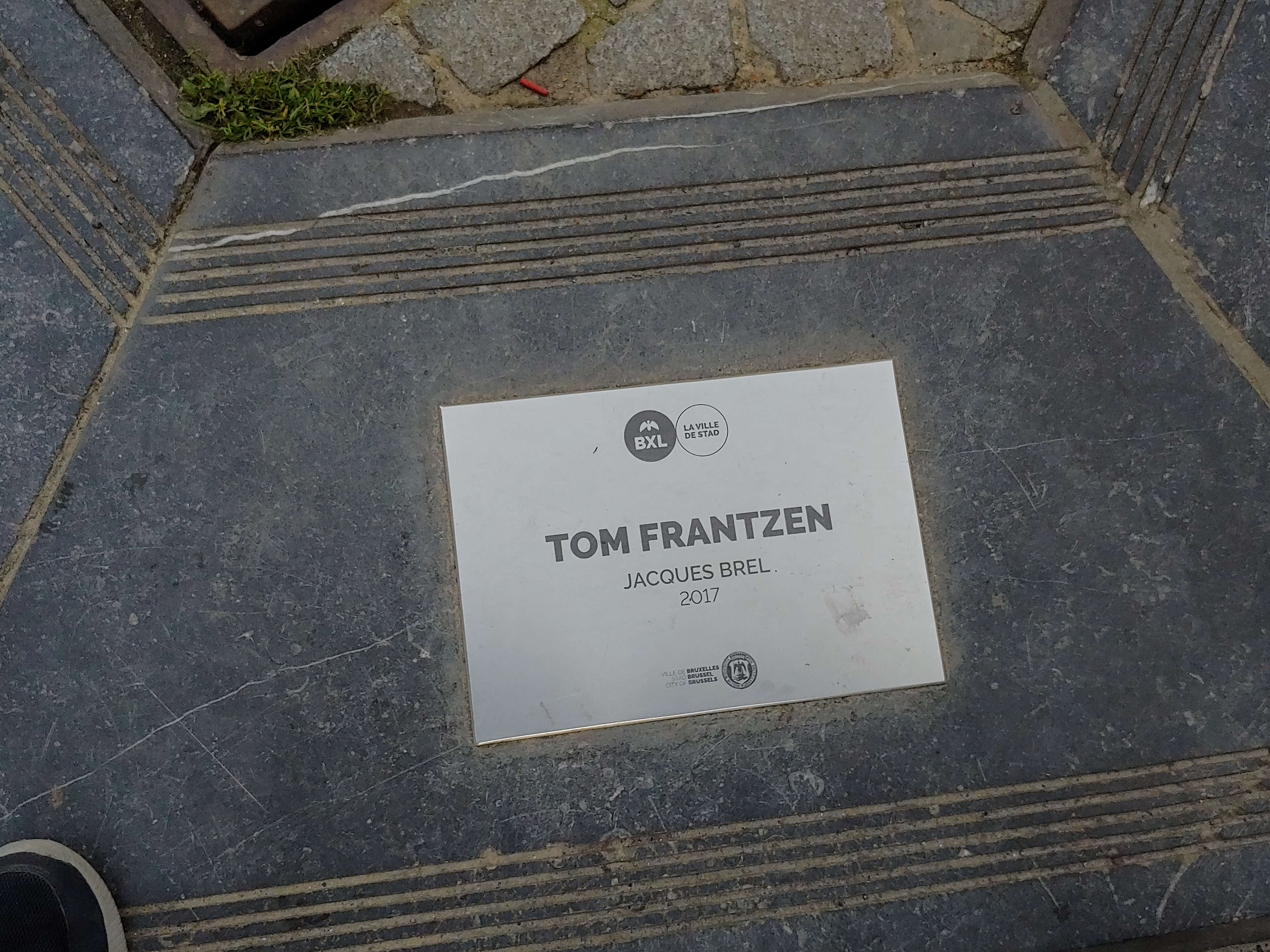
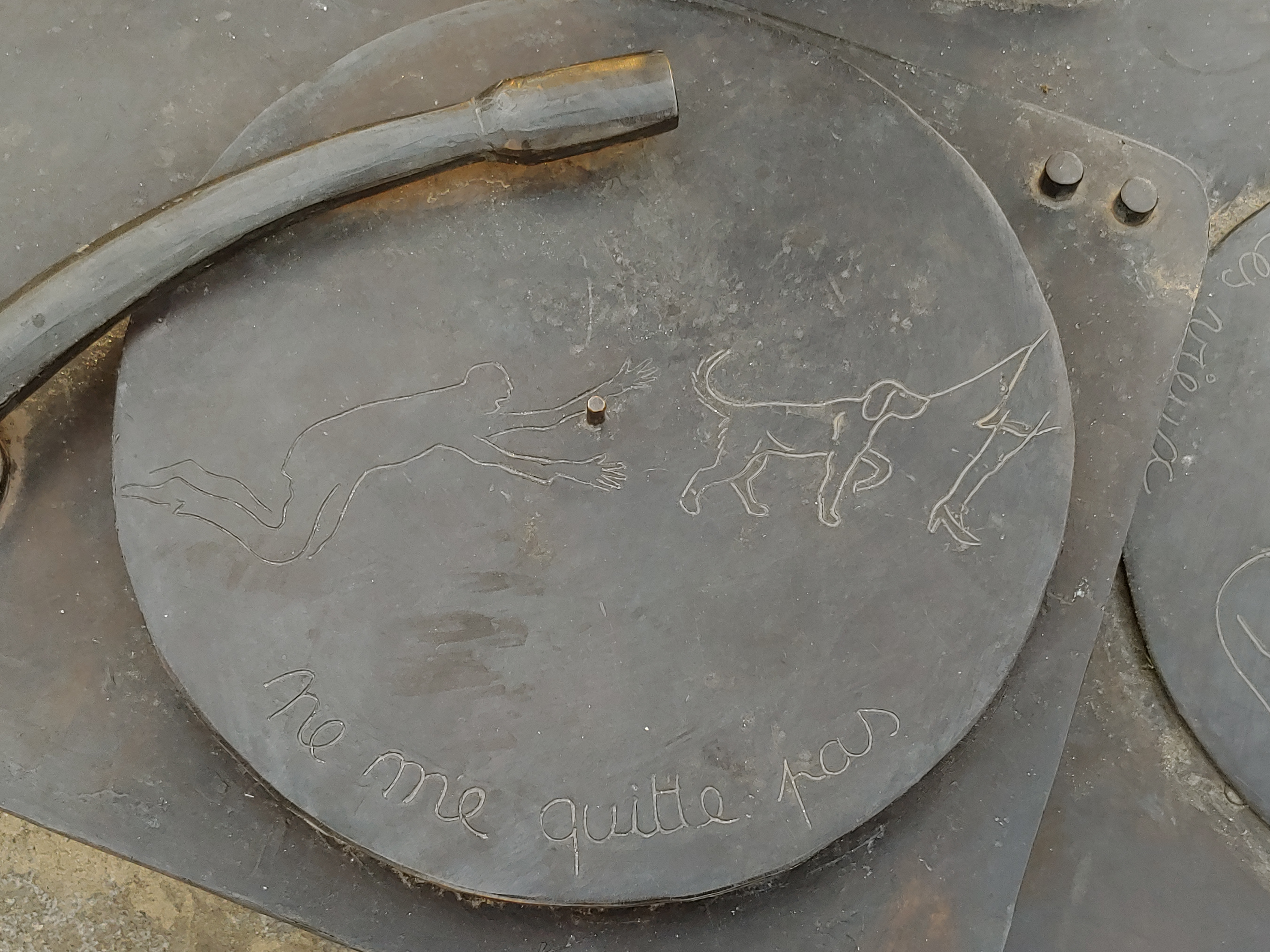
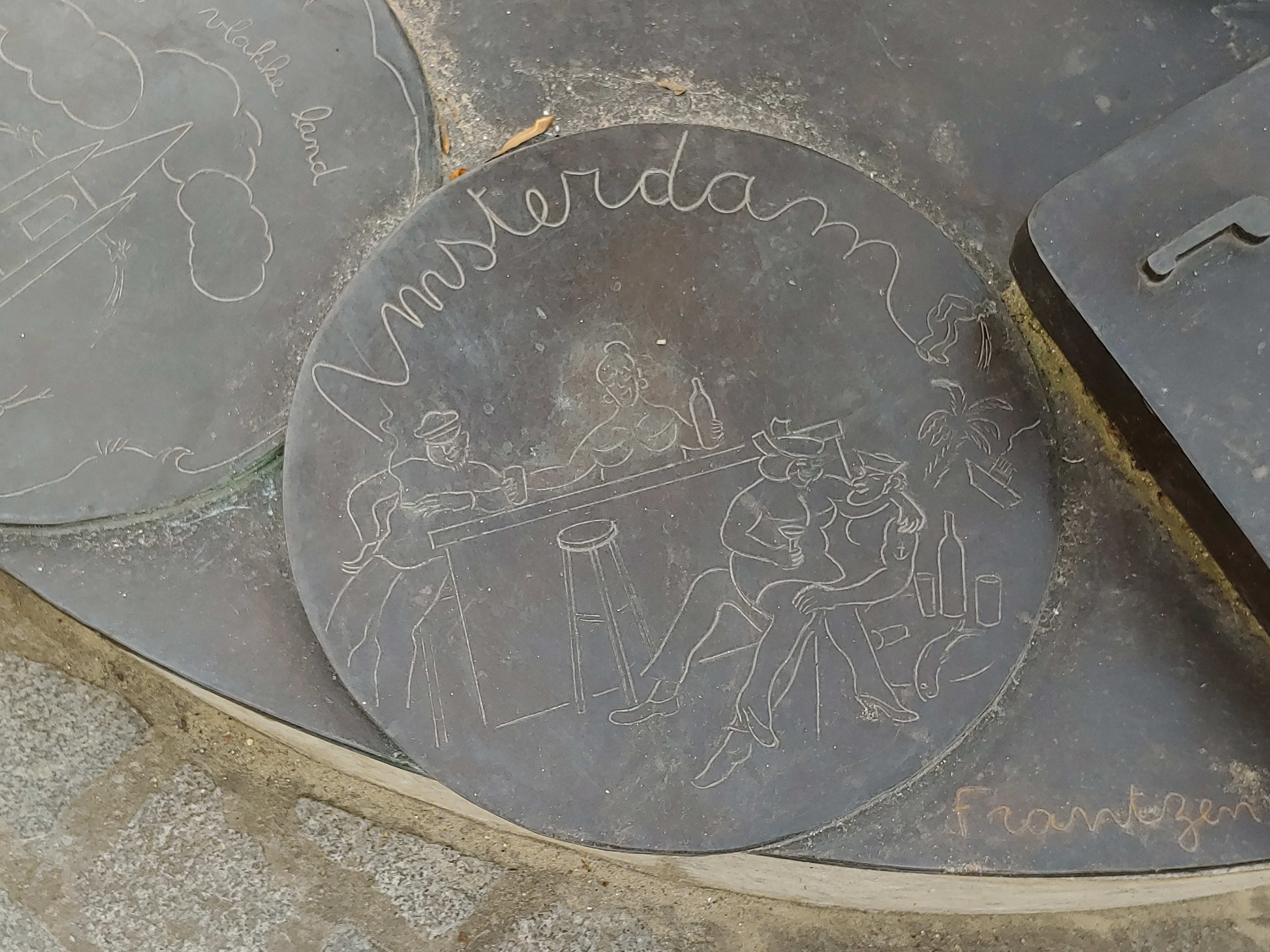
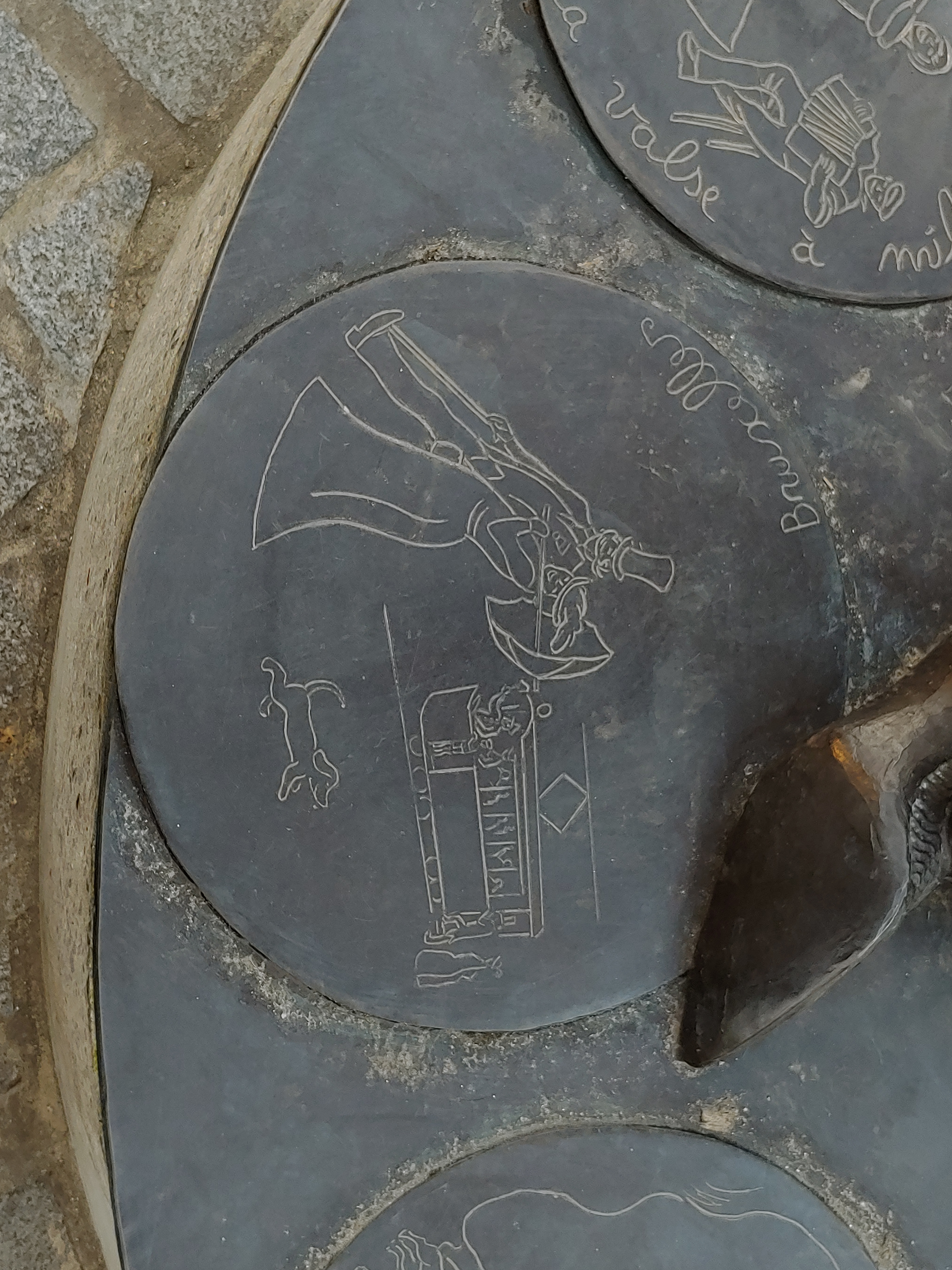
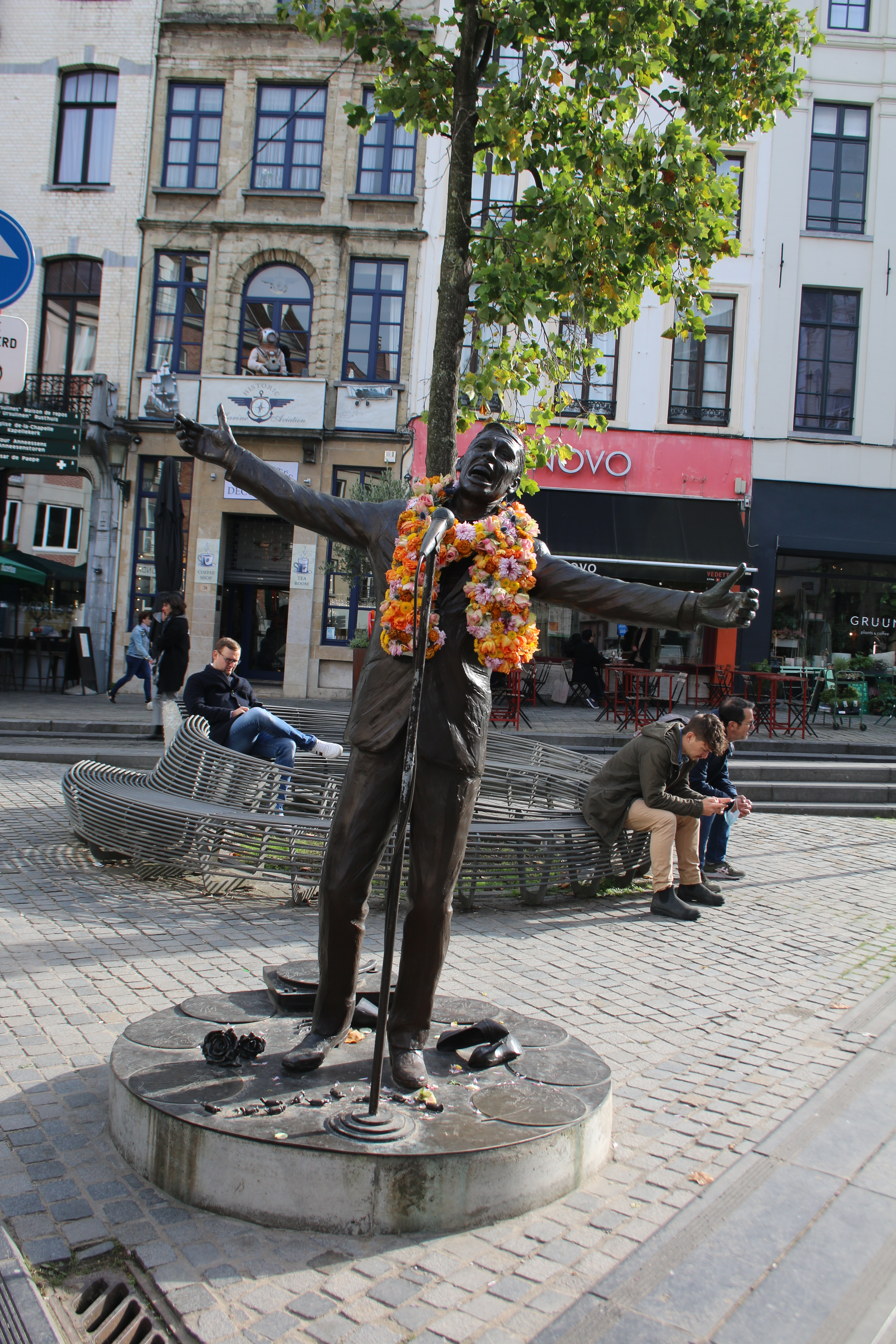
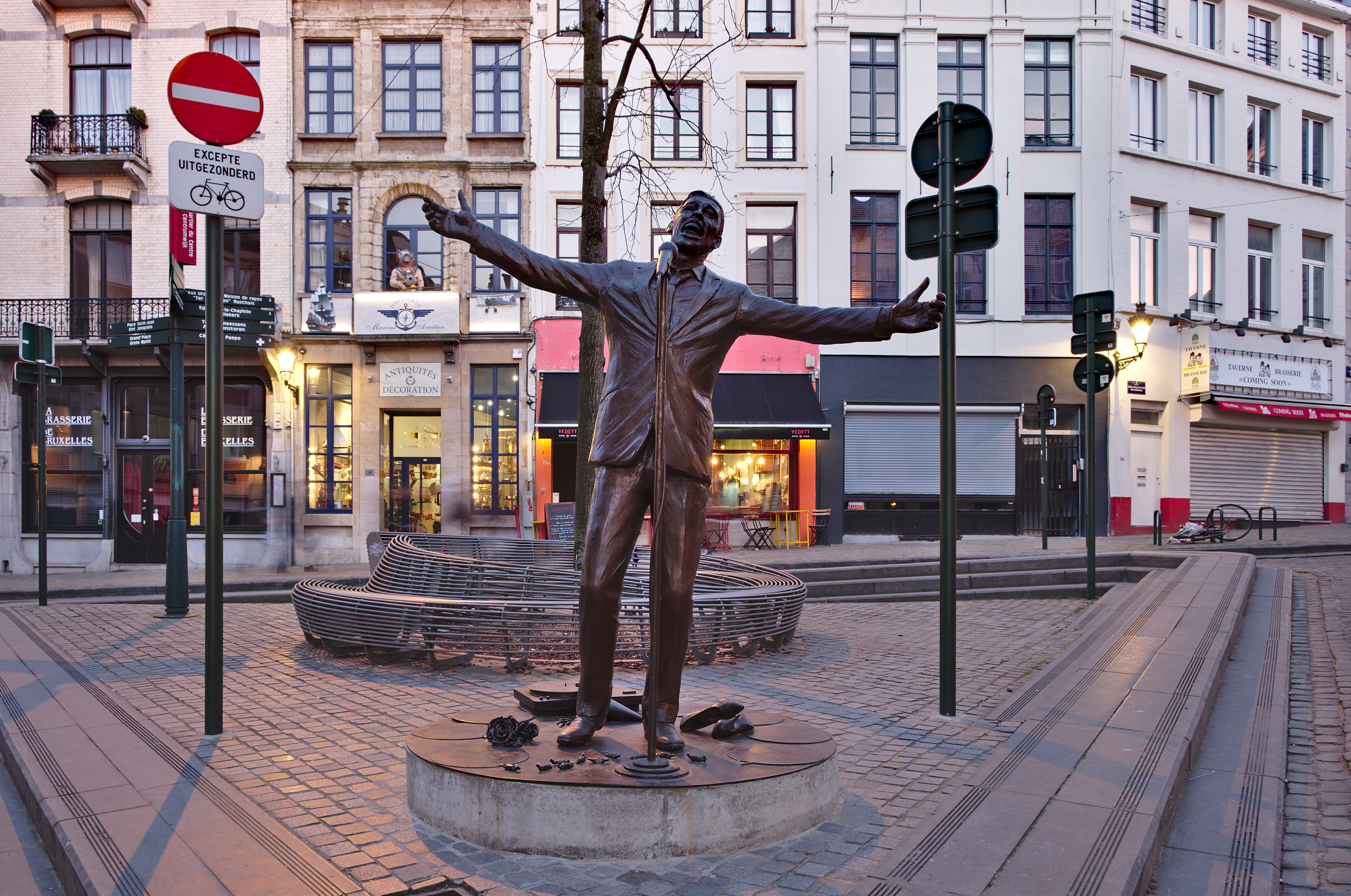